# Апагностицизм
Апагностици́зм (від грец. ἀπάθεια — апатея, «байдужість» + грец. ἀγνωσία — агносия, «незнання») — філософська позиція, яка поєднує елементи агностицизму і апатеїзму. Апагностицизм не стверджує достовірного знання про існування або відсутність Бога (позиція агностика), але також не надає цьому питанню вагомого впливу на своє життя і особисті переконання (позиція апатеїста). На відміну від традиційних релігійних або атеїстичних поглядів, апагностицизм не вимагає активного пошуку доказів за або проти існування Бога і ґрунтується на повазі до релігійних вірувань інших, без особистої прихильності до них.
Філософи, що дотримуються апагностицизму, розглядають питання релігії та метафізики як нерелевантні для їхнього повсякденного життя, не заперечуючи їх можливого значення для інших. Такий підхід дозволяє апагностикам зберігати нейтральне ставлення до релігії та культурних аспектів віри, уникаючи при цьому глибоких питань про існування або природу Бога. Вони можуть визнавати релігійні практики інших, знаходячи цінність у культурних та історичних аспектах релігій, і підтримувати толерантність до людей, які сповідують різні вірування.

## Зв'язок з агностицизмом та апатеїзмом
Апагностицизм розвиває ідеї агностицизму, який стверджує неможливість достовірного знання про Бога, та апатеїзму, що виражає байдужість до релігійних питань. На відміну від атеїстів, апагностики уникають активного твердження позиції про відсутність Бога, і на відміну від агностиків,апагностики не надають вагомого значення релігійним питанням, вважаючи їх нерелевантними для свого життя.

## Етимологія
Термін апагностицизм походить від поєднання двох давньогрецьких слів: грец. ἀπάθεια&nbsp (апатея), що означає «байдужість» або «апатія», і грец. ἀγνωσία&nbsp (агносия) — «незнання». Назва відображає концепцію, яка об’єднує відсутність активного інтересу до релігійних питань (апатеїзм) і скептичну позицію щодо можливості достовірного знання про божественне або надприродне (агностицизм).

## Ставлення до релігій
Апагностик ставиться до релігій з повагою, визнаючи їх культурне, історичне та соціальне значення, однак не відчуває особистої прихильності до релігійних переконань і ритуалів. На відміну від атеїстів, апагностик не відкидає існування божества категорично, а лише вважає це питання неактуальним для своєї світоглядної системи.

## Примітка
- Роуч, Джон. Apatheism and Its Cultural Implications. Журнал «Філософія релігії», 2003. — Наводиться термін «апатеїзм» як позиція, яка не надає значення питання існування Бога, що близько до апагностицизму.
- Шелленберг, Дж. Л. Agnosticism as Philosophical Stance. Кембридж, вид-во Кембриджського університету, 2020. - Досліджується агностицизм як філософська позиція про неможливість пізнання метафізичних питань.